# فرودگاه آنادولو
فرودگاه آنادولو (به انگلیسی: Anadolu Airport) (به زبان بومی: Eskişehir Anadolu Havaalanı) یک فرودگاه همگانی با کد یاتا AOE است که یک باند فرود آسفالت دارد و طول باند آن ۲۵۱۸ متر است. این فرودگاه در شهر اسکی‌شهر کشور ترکیه قرار دارد و در ارتفاع ۷۸۹ متری از سطح دریا واقع شده است.

## شرکت‌های هواپیمایی و مقصدهای پروازی
| شرکت‌های هواپیمایی | مقصدهای پروازی     |
| ----------------- | ------------------ |
| تیلویند ایرلاینز  | چارتر: بروکسل      |
| TUI fly Belgium   | فصلی: اوستند-بروگس |